# جولیوس دوکر
جولیوس دوکر (انگلیسی: Julius Düker؛ زادهٔ ۴ ژانویهٔ ۱۹۹۶) بازیکن فوتبال اهل آلمان است.
از باشگاه‌هایی که در آن بازی کرده‌است می‌توان به باشگاه فوتبال آینتراخت برانشوایگ و باشگاه فوتبال وولفسبورگ اشاره کرد.